# Sandron
Der Sandron ist ein kleiner Fluss in Frankreich, der im Département Ardèche in der Region Auvergne-Rhône-Alpes verläuft. Er entspringt unter dem Namen Ruisseau de Moulet im nördlichen Gemeindegebiet von Saint-Joseph-des-Bancs, entwässert generell in südlicher Richtung durch den Regionalen Naturpark Monts d’Ardèche und mündet nach rund 18 Kilometern im Gemeindegebiet von Ucel als linker Nebenfluss in die Ardèche.

## Orte am Fluss
(Reihenfolge in Fließrichtung)
- La Croze, Gemeinde Saint-Joseph-des-Bancs
- Saint-Joseph-des-Bancs
- Sandron, Gemeinde Genestelle
- Saint-Andéol-de-Vals
- Fromenteyrol, Gemeinde Saint-Julien-du-Serre
- Ucel